# Френкель, Авиэзри
Авиэзри Зигмунд Френкель (род. 1929) — израильский математик, внёсший существенный вклад в комбинаторную теорию игр.

## Биография
Авиэзри Френкель родился в Мюнхене, в Германии в семье Йоэля и Эстер Френкель, после прихода нацистов к власти семья переехала в Базель, в Швейцарию, а в 1939 году они переселились в Израиль, в Иерусалим.
После окончания школы работал электриком, затем изучал электротехнику в Технионе, учёба была прервана войной, служил в Хагане. Закончил обучение после окончания войны.
Жена — Шаула, отец шестерых детей. Один из его внуков, Нафтали Френкель, был похищен и убит членами группировки Хамас в июне 2014 года.

## Карьера
В 1953 году начал работать в Институте Вейцмана, и принял участие в создании первого израильского компьютера «WEIZAC», руководителями проекта были Джерри Эстрин и профессор Цви Ризаль. В это же время он получил степень магистра. В 1957 году уехал учиться на докторскую степень в США.
Френкель получил степень доктора философии в области математики в 1961 году в Университете Калифорнии в Лос-Анджелесе. После пост-доктората в Университете Орегона вернулся в Израиль в 1962 году, и стал работать на математическом факультете Института Вайцмана. Занимался комбинаторной теорией игр и теорией чисел. Его исследования связаны с изучением вычислительной сложности.

## Признание
Вместе с Ральфом Фаудри получил Медаль Эйлера в 2005 году. 5 декабря 2006 года был награждён медалью «WEIZAC» Института инженеров электротехники и электроники в качестве члена команды, которая создала WEIZAC, один из первых компьютеров в мире.
Френкель был основателем проекта «Хашут» университета Бар Илан (ивр. השו"ת‎), а также его первым директором (1963—1974), проект получил Премию Израиля в 2007 году.